# Roberto Lezaun
Roberto Lezaun Zubiria (né le 23 juillet 1967) est un coureur cycliste espagnol. Professionnel sur route de 1991 à 1995, il remporte notamment le Tour d'Andalousie en 1991. Il court ensuite en VTT cross-country et est champion du monde de relais avec l'équipe d'Espagne en 1999 et 2000. Il participe aux épreuves de cross-country des Jeux olympiques de 1996 et 2000.

## Palmarès sur route
- 1988
  - 3e de Bayonne-Pampelune
- 1989
  - 3e de la Subida a Gorla
- 1990
  - Classement général du Tour de Navarre
  - Prueba Loinaz
  - Santikutz Klasika
- 1991
  - Classement général du Tour d'Andalousie

## Palmarès en VTT

### Jeux olympiques
- Atlanta 1996
  - Abandon
- Sydney 2000
  - 15e

### Championnats du monde
- 1999
  -  Champion du monde de relais mixte
- 2000
  -  Champion du monde de relais mixte

### Championnats d'Europe
- 1999
  -  Médaillé de bronze du cross-country

### Championnats nationaux
- Champion d'Espagne de cross-country en 1997, 1998